# George Wingrove Cooke

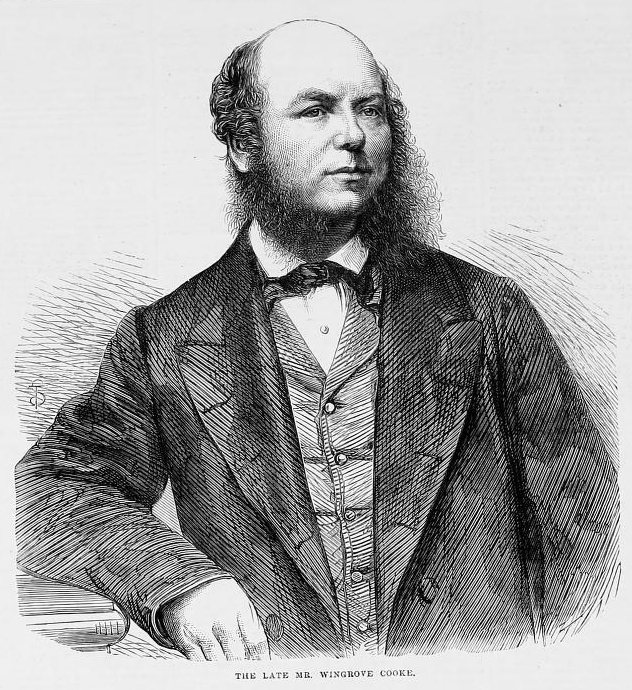
George Wingrove Cooke.

George Wingrove Cooke, född 1814 i Bristol, död den 18 juni 1865, var en engelsk skriftställare.
Cooke blev 1835 praktiserande advokat, användes mycket av kungliga kommissioner för juridiska utredningar och erhöll 1862 ett civilt ämbete. Han utgav 1835 en starkt whigfärgad biografi över Bolingbroke. Hans mest betydande arbete är en livligt skrifven, länge användbar historik över det engelska partiväsendet intill 1832, The history of party from the rise of the whig and tory factions in the reign of Charles II to the passing of the reform bill (3 band, 1836–1837). Som korrespondent till Times besökte Cooke Kina under kriget 1857 och Algeriet 1859. Han utgav 1857 sina kinesiska reseminnen (5:e upplagan 1861) och 1860 Conquest and colonisation in North Africa.